# اوزگه کانبای
اوزگه کانبای (انگلیسی: Özge Kanbay; ۴ نوامبر ۱۹۹۶ – ۲۵ فوریهٔ ۲۰۱۹) بازیکن فوتبال، و داور بود.